# Caviria regina
Caviria regina är en fjärilsart som beskrevs av Pieter Cramer 1780. Caviria regina ingår i släktet Caviria och familjen tofsspinnare. Inga underarter finns listade i Catalogue of Life.